# Madge Syersová
Florence Madeline "Madge" Syersová (rodným jménem Caveová, 16. září 1881 Londýn – 9. září 1917 Weybridge) byla anglická krasobruslařka a průkopnice ženského krasobruslení. V dresu Británie vyhrála ženský individuální závod na olympijských hrách v Londýně roku 1908, při premiéře tohoto sportu na olympijských hrách (tehdy šlo ještě o hry letní, zimní byly založeny až roku 1924). Na stejných hrách Syersová získala též bronzovou medaili v soutěži tanečních párů, když tančila spolu se svým manželem Edgarem Syersem. Je rovněž dvojnásobnou mistryní světa z individuálních závodů, z let 1906 a 1907. Byla vůbec první ženou, která soutěžila na mistrovství světa, v roce 1902, tehdy ještě nerozděleném na mužskou a ženskou část. V těžké mužské konkurenci tehdy skončila druhá, za Ulrichem Salchowem. Dle oblíbené legendy byl Salchow svou soupeřkou tak okouzlen, že jí nabídl svou zlatou medaili. Její účast na šampionátu nicméně vzbudila řadu diskusí, které vedly k tomu, že kongres Mezinárodní bruslařské federace roku 1903 rozhodl, že ženy mají soutěžit v samostatných závodech (původně i na samostatném šampionátu, ale tato idea byla již roku 1906 opuštěna), a také že mají zkrátit sukně, aby soudci viděli práci nohou. Po olympijském triumfu roku 1908 ukončila závodní kariéru, kvůli zdravotním problémům. Roku 1913 vydala spolu s manželem knihu The Art of Skating (International Style). Zemřela na srdeční selhání způsobené akutní endokarditidou sedm dní před svými 36. narozeninami.